# Zinkosite
La zinkosite è un minerale.